# Michał Heller
Michał Kazimierz Heller (Tarnów, 12 de março de 1936) é um padre católico, cosmólogo e professor de filosofia da Pontifícia Universidade  João Paulo II, em Cracóvia, Polônia. Membro adjunto da equipe do Observatório do Vaticano, também atua como professor de filosofia da ciência e lógica, no Instituto Teológico de Tarnów.
Foi ordenado em 1959 e está vinculado à Diocese de Tarnów.
Em 2008, recebeu o Prêmio Templeton.

## Carreira
Michael Heller cursou o ensino médio no bairro de Mościce, em Tarnów. Graduou-se na Universidade Católica de Lublin, onde obteve o grau de mestre em filosofia em 1965 e um Ph.D. em cosmologia, em 1966.
Depois de iniciar sua carreira docente em Tarnów, ingressou no corpo docente da Pontifícia Academia de Teologia em 1972 e foi nomeado para a cátedra em 1985. Recebeu um diploma de honra da Universidade de Tecnologia de Cracóvia, foi professor visitante na Universidade Católica de Louvain e cientista visitante na Universidade de Liège, ambas na Bélgica; da Universidade de Oxford, da Universidade de Leicester, no Reino Unido; da  Universidade do Ruhr em Bochum, na Alemanha; na Universidade Católica da América e da Universidade do Arizona, ambas nos Estados Unidos. É membro da Pontifícia Academia das Ciências.
Sua pesquisa atual é sobre o  problema da singularidade na relatividade geral e o uso de geometria não comutativa na busca da unificação entre a relatividade geral e a mecânica quântica.
Por sua extensa sondagem filosófica e científica de grandes questões, Heller recebeu, em março de 2008, 1,6 milhões de dólares do Prêmio Templeton (atualmente denominado "Prêmio pelo Progresso em Pesquisa ou Descobertas acerca de Realidades Espirituais"). Suas obras têm procurado conciliar o mundo científico conhecido com as dimensões desconhecidas de Deus.

## Críticas
Muitos dos críticos de Heller apontam para o fato de que sua argumentação - em particular, aquela contida no artigo que lhe garantiu o Prêmio Templeton - baseia-se fortemente no chamado "deus das lacunas". Esse tipo de argumentação, comum entre os apologistas da religião, é tido por muitos como deficiente, por considerar a ignorância da causa de um fenômeno como prova da existência de uma divindade. O próprio prêmio Templeton e a fundação que o outorga ficam sob questionamento, por possivelmente contribuírem para obscurecer a distinção entre ciência e religião.